# U-Land Airlines
 (juin 2019).
Si vous disposez d'ouvrages ou d'articles de référence ou si vous connaissez des sites web de qualité traitant du thème abordé ici, merci de compléter l'article en donnant les références utiles à sa vérifiabilité et en les liant à la section « Notes et références ».
U-Land Airlines était un transporteur taïwanais à bas prix basé à Taipei. La compagnie aérienne a été le premier transporteur à bas prix à Taïwan, qui exploitait des vols intérieurs et des vols internationaux court-courriers. Ayant fait faillite en 2001, elle était affiliée à U-Land Building Co., Ltd avant qu'elle ne cesse ses activités, et est connue pour être la première compagnie aérienne taïwanaise à avoir fait faillite.

## Histoire
U-Land Airlines était auparavant connue sous le nom de China-Asia Airlines, établie le 19 mai 1989, avec un capital enregistré de 200 millions de dollars NT et 120 employés, autorisés à voler sur la route régulière à partir de Taipei–Kaohsiung, ainsi que Taipei–Kinmen. China-Asia Airlines était affiliée aux législateurs chinois du Kuomintang à partir de la société détenue par la famille de Wu De-mei, An Feng Industrial. La compagnie n'avait qu'un avion à hélice courte de 36 sièges et 360 places au moment de sa création, et elle était principalement responsable des vols affrétés non réguliers.[réf. nécessaire]
Au début des années 1990, la société bien connue U-Land Building à Taichung a lancé un projet intitulé "U-Land World" et plusieurs autres grands cas de construction dans la zone centrale de Taïwan et était bien connue depuis un certain temps. Les bailleurs de fonds–Zhou Qi-Rui et Zhou Qi-Chang–ont décidé de s'étendre à différents secteurs et ont prévu d'acheter China-Asia Airlines qui, à l'époque, avait presque cessé toute activité. En novembre 1994, China-Asia Airlines est rachetée et renommée U-Land Airlines. Elle devient également membre de la U-Land Corporation et achète six avions McDonnell Douglas.

### Problèmes financiers
En 1997, la crise financière asiatique a commencé et le marché immobilier de Taïwan a décliné. La question de l'excédent de nouvelles propriétés vides avait à peine frappé la U-Land Building corporation, et leurs pertes ont atteint près de 2,5 milliards de dollars NT, associés à U-Land Airlines. En décembre 1998, ils louent le B-88898, un McDonnell Douglas MD-82, à Air Philippines (aujourd'hui PAL Express) pour effectuer la route de Taïwan. En mars 2000, U-Land Airlines a loué le même avion à Pacific Airlines (aujourd'hui Jetstar Pacific) pour effectuer des liaisons avec Taïwan.

### Mise à la terre
En raison de sa situation financière précaire et de son bilan en matière de sécurité des vols, U-Land Airlines avait reçu l'ordre de cesser ses activités à deux reprises par L'administration de L'Aéronautique Civile de Taïwan. Au 26 juin 2000, U-Land Airlines avait accumulé un total de 18 396 377 $NT, y compris neuf subventions en espèces de 11 106 486 $NT et en 2000. La CAA a informé les compagnies aériennes concernées conformément à l'Article 14 des "frais d'utilisation des stations aéronautiques, des aéronefs, des aides à la navigation et des installations connexes" et à l'Article 9 du "Règlement sur l'utilisation des bâtiments, des terrains et d'autres équipements sous la juridiction de [eux]" le 1er juillet 2000 pour empêcher la compagnie aérienne d'utiliser L'aéroport Songshan de Taipei et d'autres installations connexes, et a parlé à L'avocat Li Chao-Xiong pour un suivi afin de se rappeler les questions de dette.
Le 13 novembre 2001, la CAA a révoqué le "civil air transport industry permit" pour U-Land Airlines. En août 2003, la vente aux enchères de la Cour de district de Kaohsiung par la Farmers Bank Of China et la Taiwan Business Bank a abouti à la saisie d'une paire D'avions McDonnell Douglas MD-82 anciennement exploités par la compagnie aérienne. Les prix de réserve étaient de 279 366 120 dollars NT et 262 368 480 dollars NT, mais aucun soumissionnaire n'a été trouvé. 
À la fin de 2001, tous les anciens employés de U-Land Airlines ont décidé de manifester dans la rue pour revendiquer leurs propres droits au travail, mais la CAA les a niés et a maintenu le statut de "retrait" de la licence. En une décennie, la plupart d'entre eux avaient été réemployés dans d'autres compagnies aériennes pour travailler: la dernière vague de protestations qui s'est terminé en fin de 2004. À l'époque, le nom de U-Land Airlines avait été officiellement retiré aux médias locaux.

## Flotte finale avant l'échouement
| Airliner        | Fabricant         | Nombre dans la flotte (avant l'échouement) | Note |
| --------------- | ----------------- | ------------------------------------------ | --- |
| MD-82 (DC-9-82) | McDonnell Douglas | 6                                          | B-88898 précédemment loué à Air Philippines et puis Pacific Airlines B-88888 et b-88889 repris par Far Eastern Air Transport dans l'automne de 2004 B-88899 remis à Astro Air International à l'automne 1997 |